# Luigi Galvani

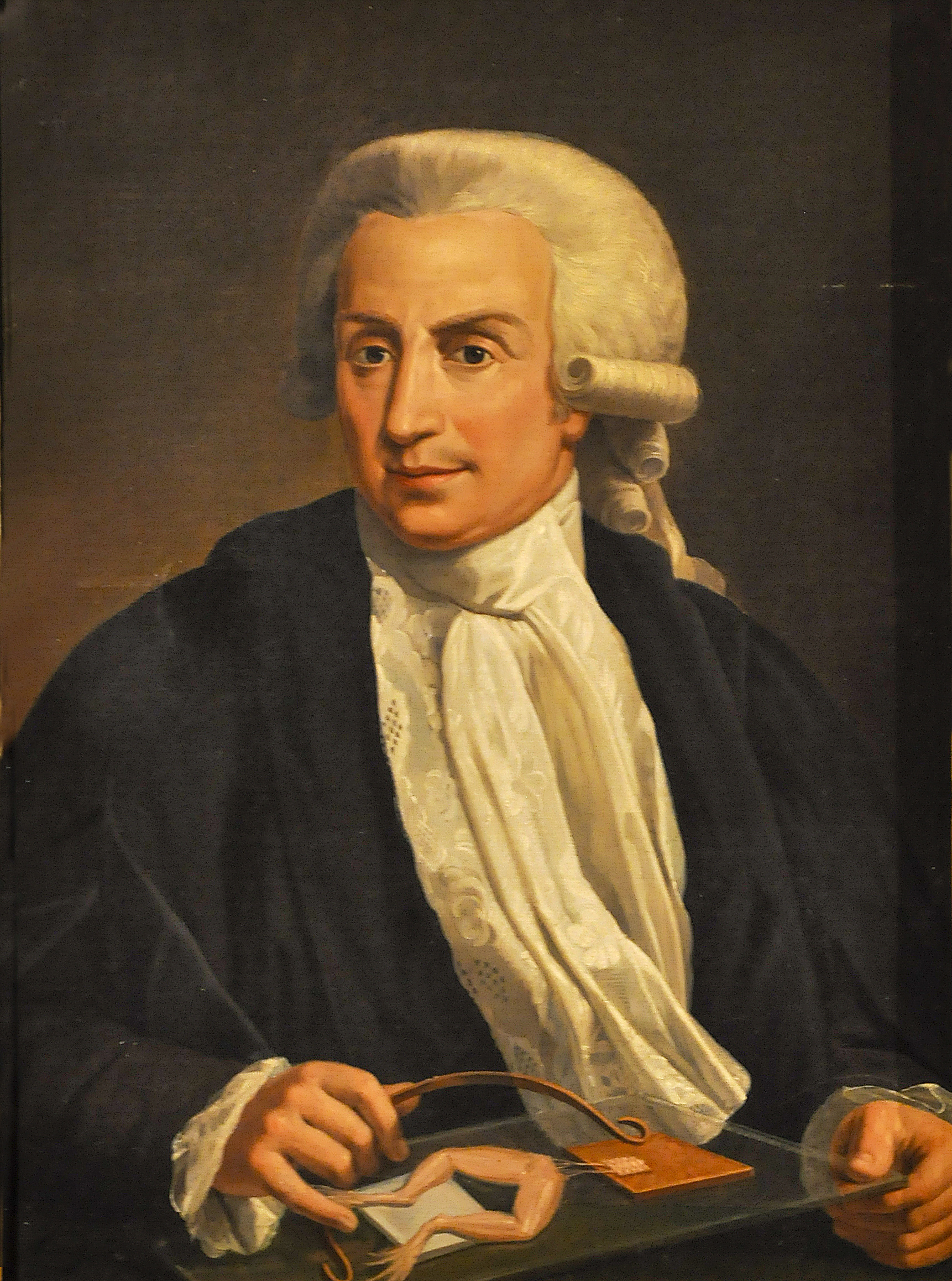
Luigi Galvani

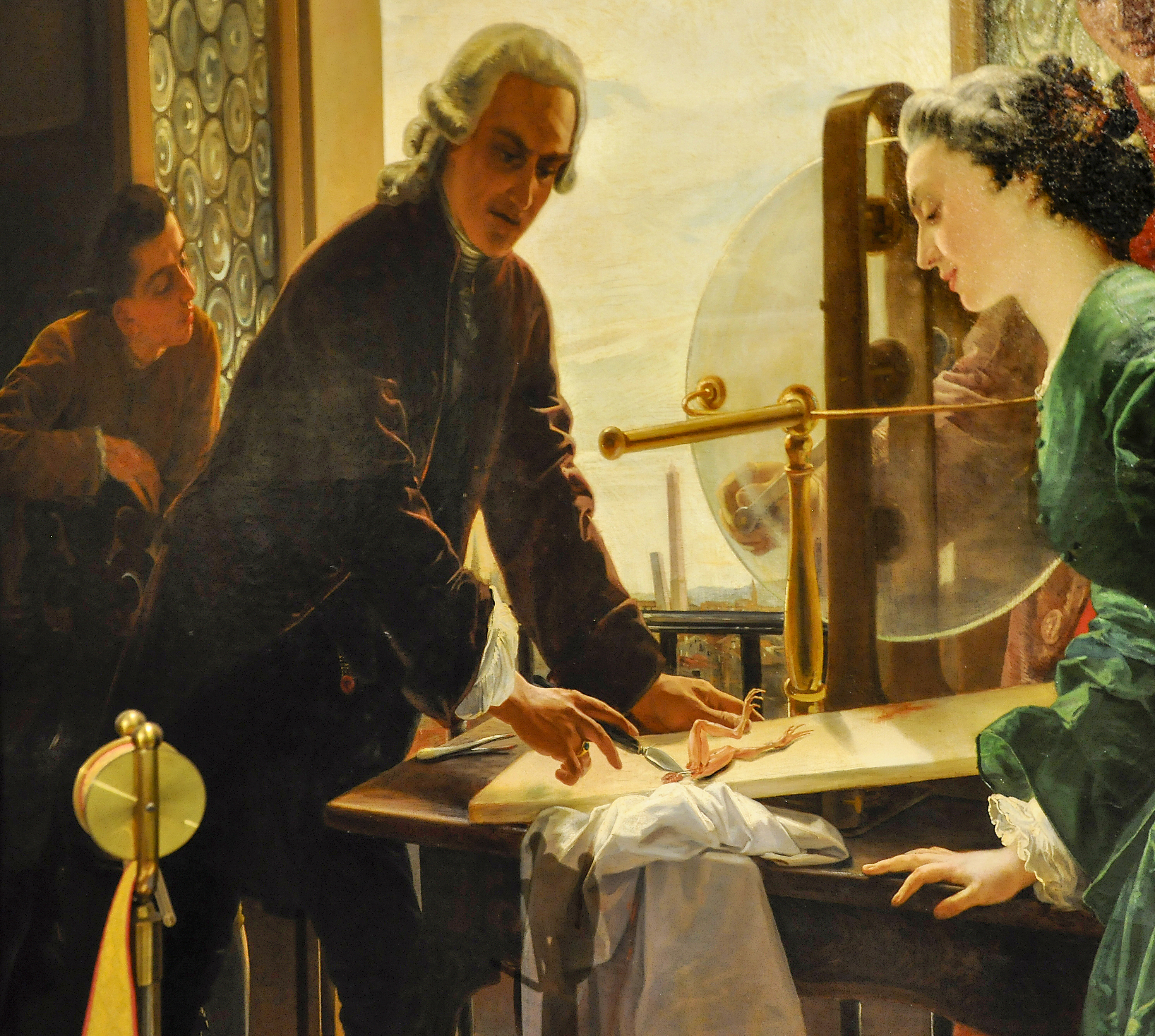
Zijn experiment, met rechts Lucia Galvani

Luigi Galvani (Bologna, 9 september 1737 – aldaar, 4 december 1798) was een Italiaans arts en natuurwetenschapper. In 1780 ontdekte hij dat de poot van dode kikkers kon laten stuiptrekken met behulp van elektriciteit.

## Levensloop
Galvani was in eerste instantie van plan om theologie te gaan studeren en toe te treden tot een klooster, maar zijn familie haalde hem over dat idee los te laten. Op advies van zijn vader ging hij in 1755 geneeskunde studeren aan de universiteit van Bologna, waar hij in 1759 afstudeerde. In 1762 werd hij gepromoveerd tot doctor en benoemd tot docent anatomie aan de universiteit en professor verloskunde aan het onafhankelijke Instituut van Kunst en Wetenschap.
In 1762 trad hij in het huwelijk met Lucia Galeazzi, de enige dochter van professor Dominico Gusmano Galeazzi van de universiteit van Bologna, waarvan Galvani in 1772 voorzitter werd. Ze was een moderne vrouw en een wijs en aangenaam gezelschap, Galvani's raadgeefster en ze hielp mee bij zijn experimenten. Ze zou op 47-jarige leeftijd in 1788 kinderloos komen te overlijden, tien jaar voor Galvani's dood.
In juni 1796 werd Bologna bezet door het leger van Napoleon, maar doordat de religieuze Galvani weigerde trouw te zweren aan de Cisalpijnse Republiek werd hij verbannen uit de universiteit. Hij mocht geen les meer geven en verloor hierdoor zijn inkomen en zijn ouderdomspensioen. Galvani overleed thuis op 61-jarige leeftijd. Hij ligt begraven naast zijn vrouw bij het klooster Corpus Domini.

## Galvanisme
Vanaf 1770 begon Galvani met zijn experimenten in de elektrofysiologie. Hoewel hij niet de eerste was, ontdekte hij in 1780 dat spieren in een geprepareerde kikkerpoot samentrokken onder invloed van elektrische stroom; een fenomeen dat later galvanisme genoemd zou worden. Met een verkregen elektriseermachine en een Leidse fles was Galvani begonnen met experimenteren van spierstimulatie via elektriciteit. Toen hij in 1786 de kikkerpoot, die aan een metalen haak hing, aanraakte met een ander metaal zag hij dat deze bewoog. Hij meende toen – ten onrechte – de dierlijke elektriciteit te hebben ontdekt, die de levenskracht zou zijn die alles liet bewegen.
Galvani wist ook spiersamentrekking teweeg te brengen door elektrostatische vonken in de nabijheid van de kikkerpoot en ondervond dat dit effect sterker werd naarmate de zenuwen werden verlengd met lange metalen draden. Waarschijnlijk was dit het eerste geval van spierstimulatie via radiografische besturing.
Galvani's experimenten zouden ertoe leiden dat de batterij werd uitgevonden. Niet door Galvani, die ervan overtuigd was dat de elektriciteit afkomstig was uit de spieren en zenuwcellen, maar door zijn landgenoot Alessandro Volta. Deze wist te herleiden dat de elektriciteit afkomstig was uit de overgang tussen de twee verschillende metalen, en ontwikkelde hieruit de Zuil van Volta.
Pas een halve eeuw later werden door experimenten van onder andere Leopoldo Nobili (1834), Carlo Matteucci (1842) en Emil du Bois-Reymond (1848) aangetoond dat er elektrische stroompjes door de zenuwen lopen die in het lichaam zelf worden opgewekt en de spieren laten bewegen. Zoals Galvani al dacht bleek hieruit dat dierlijke elektriciteit toch bestaat.
Als groot aanhanger zou zijn neef Giovanni Aldini ervoor zorgen dat Galvani's werkzaamheden wereldwijd bekend werden, onder andere door in heel Europa publiekelijk dierlijke en menselijke lichaamsdelen te elektrificeren, ofwel het laten bewegen van afgehakte lichaamsdelen door middel van elektrische stromen uit batterijen. Naar Galvani zijn genoemd de galvanische cel, het galvanisatieproces en de galvanometer - hoewel hij van deze laatste niet de uitvinder is.

## Werken
- De viribus electricitatis in motu musculari commentarius (1791)
- Memorie sulla elettricità animale (1797)

- Biblioteca Nacional de España: XX1576287
- Bibliothèque nationale de France: cb144246860 (data)
- CiNii: DA01701237
- Gemeinsame Normdatei: 104238135
- International Standard Name Identifier: 0000 0001 1029 5509
- Library of Congress Control Number: n82254793
- Nationale Bibliotheek van Tsjechië: nlk20000085816
- Nationale bibliotheek van Australië: 36554162
- Nationale Bibliotheek van Israël: 987007261569605171
- Nationale Bibliotheek van Polen: a0000003688511
- Nederlandse Thesaurus van Auteursnamen: 070485747
- Istituto Centrale per il Catalogo Unico: CFIV022653
- LIBRIS: 187901
- SNAC: w6rr2235
- Système universitaire de documentation: 066765080
- Trove: 1289232
- Virtual International Authority File: 74068991
- WorldCat: E39PBJxRCD9mvxjbg9khjrdRKd